# Ekbert II
Ekbert II (ur. ok. 1059 r., zm. 3 lipca 1090 r.) – hrabia Brunszwiku i margrabia Miśni od 1068 r., jeden z przywódców opozycji podczas rządów Henryka IV Salickiego.

## Życiorys
Ekbert był synem hrabiego Brunszwiku i margrabiego Miśni Ekberta I oraz Irmgardy, córkę Olderico-Manfreda, markiza Arelatu, Turynu i Ivrei. Po śmierci ojca otrzymał dziedziczne hrabstwo Brunszwiku, a także – mimo dziecięcego wieku i starań konkurentów – marchię miśnieńską. W zmaganiach króla Niemiec Henrykowi IV z saską opozycją kilkakrotnie zmieniał front, często stając po stronie opozycji (w której działania został wciągnięty jeszcze jako dziecko za sprawą matki), a w przypadku bezpośredniego zagrożenia stając po stronie króla (a następnie cesarza). Miśnia była z tego powodu areną częstych działań wojennych, Ekbert utracił ją też przejściowo na rzecz księcia Czech Wratysława II. Po śmierci antykróla Hermana z Salm Ekbert stanął na czele opozycji, starał się też o wybór na króla (antykróla) Niemiec. Cesarz ogłosił w 1089 r. konfiskatę wszelkich jego dóbr, a Henryk I z rodu Wettynów wyparł go z Miśni. Rok później Ekbert został zamordowany, prawdopodobnie przez ludzi cesarza. Po jego śmierci (był żonaty z Odą z Weimaru-Orlamünde, córką margrabiego Miśni Ottona, nie mieli dzieci) dobra jego rodziny zostały podzielone pomiędzy stronników cesarza.